# Mattenbach (Eulach)
Der Mattenbach ist ein rund 9 Kilometer langer linker Nebenfluss der Eulach im Schweizer Kanton Zürich. Der Bach fliesst hauptsächlich durch die Stadt Winterthur, kurze Abschnitte im Oberlauf liegen in den Gemeinden Schlatt sowie Elsau.

## Etymologie
Der Mattenbach wurde früher auch als Attenbach bezeichnet, wie etliche Quellen belegen. Jedoch lauten die ersten urkundlichen Benennungen bereits auf den heutigen Namen.

## Geographie

### Verlauf

#### Chräbsbach
Der Mattenbach entspringt als Chräbsbach oberhalb der Aussenwacht Waltenstein der Gemeinde Schlatt zwischen den Fluren Brüggler und Rankacher auf 601 m ü. M. Nach kurzem Lauf wird der Bach eingedolt und unterquert mehrere Äcker sowie den Elsauer Weiler Tolhusen. Er nimmt den ebenfalls eingedolten Lohbach auf und tritt wenig später nordöstlich der Winterthurer Aussenwacht Ricketwil beim Hof Neuguet wieder an die Oberfläche.
Der Bach fliesst westlich an Ricketwil vorbei und erreicht gefolgt von der Ricketwilerstrasse ein bewaldetes Gebiet zwischen den Hügeln Etzberg und Hulmen, in das er sich tief eingegraben hat. Dieses Tobel erstreckt sich bis Oberseen, wo der etwa 1 km lange Brünnibach von links in den Chräbsbach mündet.

#### Mattenbach
Ab hier trägt er den Namen Mattenbach. Nimmt man diesen Punkt als Beginn des Mattenbachs, ist der Mattenbach ziemlich genau 4 Kilometer lang.
Danach durchfliesst der Bach das Zentrum von Seen, zuerst durchquert er dabei das Quartier Büelwiesen und wird danach im Seemer Zentrum auf einem 300 Meter langen Stück kanalisiert. Danach fliesst er entlang des südlichen Stadtrands am Fuss des Eschenberghangs durch das Quartier Waldegg in das Quartier Endliker im Stadtkreis Mattenbach. Der Flusslauf ist in diesem Gebiet stark begradigt und bis zu seiner Mündung beidseitig von Fuss- und Velowegen gesäumt.

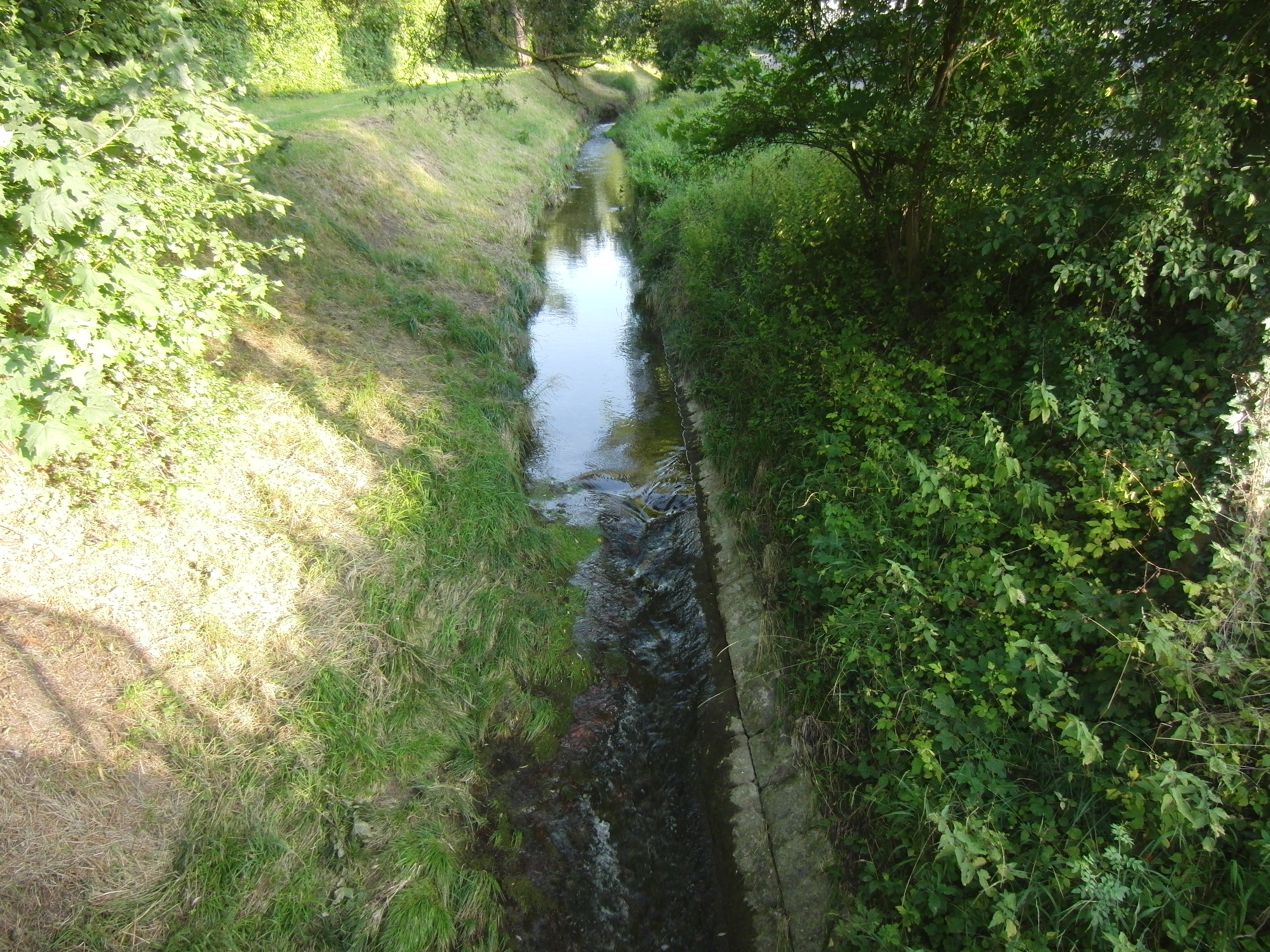
Der Mattenbach vor der Mündung

Vor der Begradigung floss der Mattenbach auf Höhe der Kirche St. Urban aus Seen hinaus, unterquerte die Tösstalstrasse vor Beginn der Endlikerstrasse und floss danach nördlich des heutigen Verlauf der Endlikerstrasse quer durch den heute nach ihm benannten Stadtkreis. Er fließt dabei an der Eisbahn Zelgli vorbei, die 2002 abgerissen wurde.  Früher wurde mit Hilfe des Wassers aus dem Mattenbach die Eisbahn aufbereitet.
In der Nähe der Zeughäuser und der Mechatronik Schule Winterthur mündet der Mattenbach schliesslich auf einer Höhe von etwa 440 m ü. M. von links in die aus dem Nordosten heranziehende Eulach.
Sein 8,89 km langer Lauf endet ungefähr 160 Höhenmeter unterhalb der Quelle seines Oberlaufs Chräbsbach, er hat somit ein mittleres Sohlgefälle von etwa 18 ‰.

### Einzugsgebiet
Das 12,6 km² grosse Einzugsgebiet des Mattenbachs liegt im Schweizer Mittelland und wird durch ihn über die Eulach, die Töss und den Rhein zur Nordsee entwässert.
Davon sind
- 4,7 km² Wald (37,5 %)
- 4,4 km² Landwirtschaftnutzflächen (35,1 %)
- 0,02 km² Gewässer (0,1 %)
- 3,4 km² Siedlungsflächen (27,3 %)[2]

Die höchste Erhebung ist der Hulmen nit einer Höhe von  686 m ü. M. im Osten des Einzugsgebiets.

### Zuflüsse
Direkte und indirekte Zuflüsse
Nur direkte Zuflüsse:

(von der Quelle zur Mündung)
- Chräbsbach (rechter Quellbach, Hauptstrang), 3,6 km, 3,48 km²
- Brünnibach (linker Quellbach, Nebenstrang), 1,7 km, 1,22 km²
- Wisenachergraben (links), 0,3 km
- Oberseener Dorfbach (rechts), 1,7 km
- Haarbach (rechts), 2,3 km
- Strehlgassgraben (links), 1,3 km
- Steinacherbach (links), 0,3 km
- Waldbach (links), 1,4 km
- Steglitobelbach (links), 0,9 km
- Qualletbach (links), 2,0 km
- Breititobelbach (links), 1,3 km

### Flusssystem Eulach
- Fliessgewässer im Flusssystem Eulach

## Waldeggsee-Initiative
In der zweiten Hälfte der 1990er-Jahre sollte gemäss der Waldeggsee-Initiative südlich des Stadtkreises Mattenbach ein kleiner See entstehen, der vom Mattenbach gespiesen worden wäre. Die Idee wurde jedoch im Februar 1999 vom Volk verworfen.

## Namensgeber
Der Bach ist Namensgeber des Winterthurer Stadtkreises Mattenbach und des Medienhauses Mattenbach.